# Glàndula parotoide

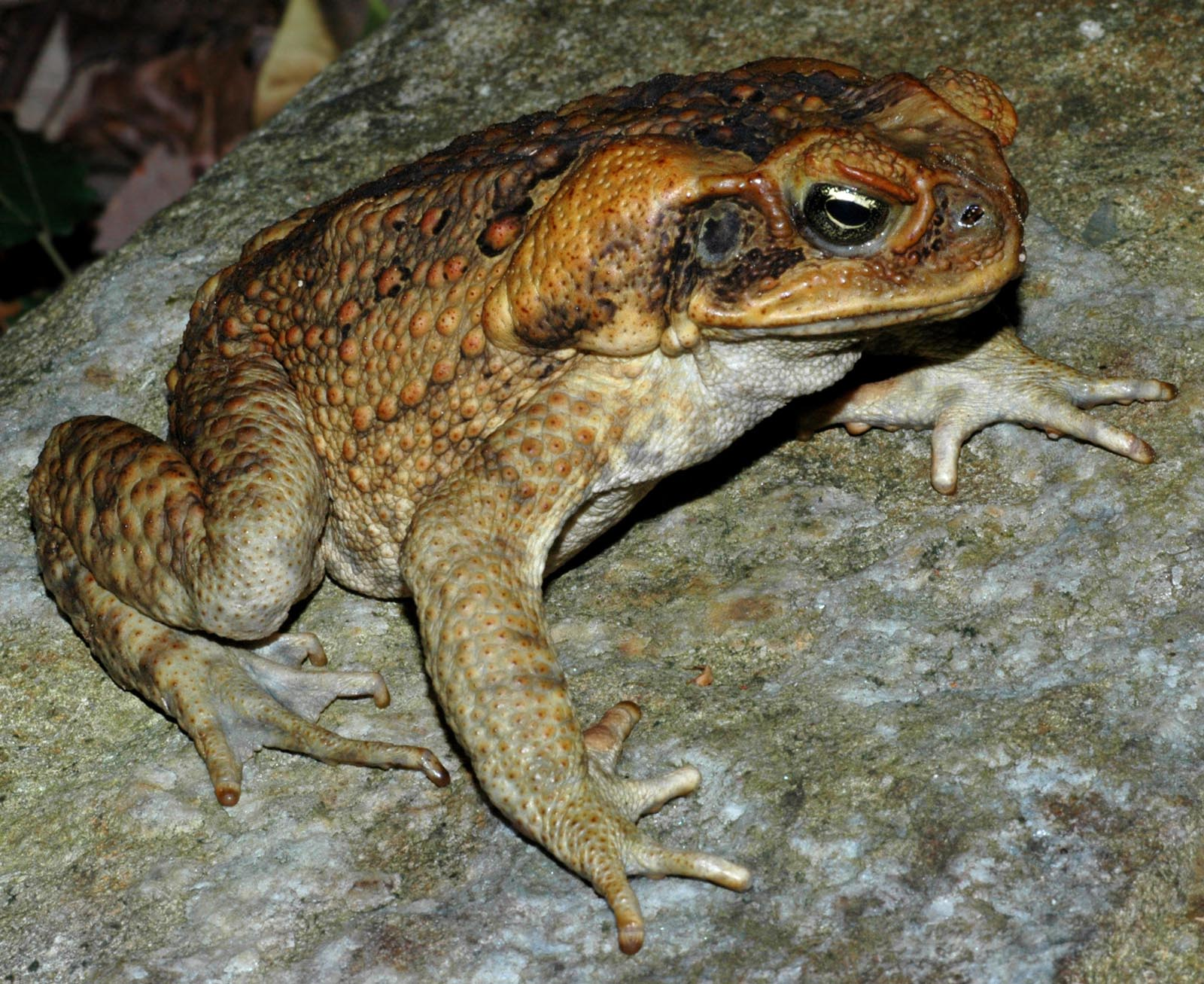
La glàndula parotoide es pot veure darrera de la membrana timpènica (orella) d'aquest gripau.

La glàndula parotoide és una glàndula externa de pell ubicada a l'esquena, coll i genoll de gripaus algunes salamandres. Aquesta secreta una substància làctia alcaloide per a dissuadir els depredadors. La substància produïda actua com una neurotoxina.